# Kfeir al-Zayt
Kfeir al-Zayt (cũng đánh vần Kufayr al-Zayt) (tiếng Ả Rập: كفير الزيت) là một ngôi làng ở miền nam Syria, một phần hành chính của Tỉnh Rif Dimashq, nằm về phía tây bắc của Damascus ở Wadi Barada. Các địa phương lân cận bao gồm Ain al-Fijah, Deir Qanun, al-Dimas, Jdeidat al-Wadi, Deir Muqaran và Basimah. Theo Cục Thống kê Trung ương Syria, Kfeir al-Zayt có dân số 4.170 người trong cuộc điều tra dân số năm 2004.

## Lịch sử
Cuộc biểu tình chống chính phủ đầu tiên ở Wadi Barada là ở Kfeir al-Zayt và diễn ra vào ngày 1 tháng 4 năm 2011 khi mọi người rời Nhà thờ Hồi giáo Mohammad Al-Amin sau những lời cầu nguyện vào thứ Sáu. Một nhóm gồm khoảng 30 người đàn ông tụ tập bên ngoài và bắt đầu hô vang các khẩu hiệu: Hồi Allahu akbar, Tự Định Tự do! Nghi và Daraa, chúng tôi ở cùng bạn cho đến khi chết!. Những người biểu tình chủ yếu đến từ bên ngoài làng, nhưng một số trong số họ là dân làng, và một số người đã được vũ trang.
Sau tình trạng bất ổn, dân làng có mối liên hệ đã kêu gọi dinh tổng thống gửi người đến đàm phán với người biểu tình. Một tuần sau khi cầu nguyện buổi sáng, một nhóm từ Kfeir al-Zayt đã gặp một phái đoàn chính thức do Issam Zahreddine, một tướng lĩnh trong Lực lượng Vệ binh Cộng hòa Syria, người tiếp tục lãnh đạo cuộc tấn công vào quận Baba Amr ở Homs vào tháng 2/2012. Điều đầu tiên dân làng yêu cầu là phải khôi phục lại dòng sông và nhờ đó được tiếp cận vĩnh viễn với nước uống sạch. Họ cũng phàn nàn về việc thiếu phương tiện giao thông công cộng và tịch thu đất đai, và thảo luận về một số vấn đề địa phương khác. Dân làng không kêu gọi sự sụp đổ của chế độ. Zahr al-Din thừa nhận tất cả các yêu cầu. Theo một người dân làng tham dự cuộc họp, anh nói: Hiện chúng tôi là một gia đình. Đây là một âm mưu chống lại quê hương. Chúng tôi [quân đội và chính phủ] đang ở đây vì người dân và nhân dân là của chúng tôi. Tuy nhiên, không có sự theo dõi nào của cuộc họp, và trong những tuần sau đó, phong trào phản kháng ở Kfeir al-Zayt và trên khắp Wadi Barada đã có được lực lượng, bất chấp những nỗ lực của những người lớn tuổi trong làng để trấn an cư dân trẻ tuổi.